# Luis Antonio Ribot García
Luis Antonio Ribot García (Valladolid, 28 de gener de 1951) és un historiador espanyol especialitzat en l'edat moderna, acadèmic de la Reial Acadèmia de la Història.

## Biografia
El professor Ribot va començar la seva carrera investigadora en la Universitat de Valladolid, on es va llicenciar el 1975 i es doctorà en el curs 1980-1981, arribant a ocupar la càtedra d'història moderna. També exercí com a director de l'Institut d'Història Simancas d'aquesta universitat. L'any 2005 va abandonar aquesta universitat i es va traslladar a la Universitat Nacional d'Educació a Distància. Els seus principals camps de recerca són la Itàlia espanyola, la història militar i el regnat de Carles II.
Luis Ribot va rebre el Premio Nacional de Historia de España en 2003 pel seu llibre La Monarquía de España y la Guerra de Mesina (1674-1678).
Elegit el 8 de maig de 2009 acadèmic de número de la Reial Acadèmia de la Història, va prendre possessió del càrrec el 17 d'octubre de 2010. Dedicà el seu discurs d'entrada al tema Orígenes políticos del testamento de Carlos II. La gestación del cambio dinástico en España. Succeí a l'historiador Gonzalo Menéndez Pidal y Goyri.